# Adrienne Martelli
Adrienne Martelli (ur. 3 grudnia 1987 w Glendale) – amerykańska wioślarka. W 2012 roku podczas Igrzysk w Londynie zdobyła w konkurencji W4X z Karą Kohler, Megan Kalmoe i Natalie Dell brązowy medal.